# West Molesey
West Molesey är en ort i unparished area Esher, i distriktet Elmbridge, Storbritannien. Den ligger i grevskapet Surrey och riksdelen England, i den södra delen av landet, 21 km sydväst om huvudstaden London, och bredvid grensen med Storlondon. West Molesey ligger 12 meter över havet och antalet invånare är 18 565. West Molesey var en civil parish fram till 1974. Civil parish hade 7 525 invånare år 1951. Byn nämndes i Domedagsboken (Domesday Book) år 1086, och kallades då Molesham.
Terrängen runt West Molesey är platt. Runt West Molesey är det mycket tätbefolkat, med 1 313 invånare per kvadratkilometer. Närmaste större samhälle är Southall, 12,1 km norr om West Molesey. I omgivningarna runt West Molesey växer i huvudsak blandskog.